# Zentrum für Luft- und Raumfahrtmedizin der Luftwaffe
Das Zentrum für Luft- und Raumfahrtmedizin der Luftwaffe (ZentrLuRMedLw)  wurde zum 1. Oktober 2013 am Standort Köln-Wahn (Luftwaffenkaserne Wahn) aufgestellt. Es entstand aus der Zusammenlegung der Aufgaben des Fliegerärztlichen Dienstes der Luftwaffe, des Flugmedizinischen Instituts der Luftwaffe und der Dienststelle Generalarzt der Luftwaffe. Es verfügt derzeit noch über Außenstellen in Bückeburg, Fürstenfeldbruck, Manching und Königsbrück. Im Rahmen einer Kooperationsvereinbarung arbeitet es mit dem in unmittelbarer Nachbarschaft gelegenen, zivilen Deutschen Zentrum für Luft- und Raumfahrt (DLR) zusammen.

## Aufgaben
Im ZentrLuRMedLw werden alle wesentlichen Aufgaben der Luft- und Raumfahrtmedizin gebündelt. Die Kompetenzfelder erstrecken sich von der Forschung und Wissenschaft über die Begutachtung und Ausbildung bis hin zur fachdienstlichen Führung der Fliegerärzte.

## Leitung
Der Leiter des Zentrums für Luft- und Raumfahrtmedizin der Luftwaffe ist in seiner Funktion als Generalarzt der Luftwaffe gleichzeitig Leitender Fliegerarzt der Bundeswehr.
| Name                | Beginn der Amtszeit | Ende der Amtszeit |
| ------------------- | ------------------- | ----------------- |
| Bernhard Groß       | 26. März 2020       |                   |
| Rafael Schick       | 6. Juli 2015        | 26. März 2020     |
| Jürgen Brandenstein | 1. Oktober 2013     | 6. Juli 2015      |